# 平賀貴大
平賀 貴大（ひらが たかひろ、1985年1月16日 - ）は、日本の作曲家・編曲家。株式会社メイクフロウ・GIZA studio所属。埼玉県出身、東京都在住。法政大学経済学部経済学科卒。主にポップスを得意とするが、クラシック、デジタル、ロック、R&Bなど、ジャンルを問わず幅広くカバーしている。

## 来歴
- 4歳よりクラシックピアノを始め、物心ついた時には絶対音感を自覚。19歳の時、後の「メイクフロウ」代表菊池佑介とり合い、2005年、20歳で菊池と共にアマチュアユニットを結成、音楽制作を始める。2006年21歳で音楽制作カンパニー「メイクフロウ」を設立に携わり、22歳でメジャーレコード会社「GIZA studio」と作家契約を結ぶ。大学卒業後2ヶ月の2007年、メジャーレーベルより作家としてデビュー（上木彩矢の5枚目のシングル、「ミセカケの I Love you」カップリング収録曲「youthful diary」）。

## 提供作品
- 上木彩矢
  - 「youthful diary」（2007年、作曲）
    - 上木自身はこの曲を「一番のお気に入り」と『Music Freak Magazine』2007年5月号のインタビューにおいて語っている。平賀の提供曲第1弾作品でもある。

  - 「youthful diary -AL ver.-」（2007年、作曲）
- 愛内里菜
  - 「yellow carpet」（2007年、作曲・編曲・コーラス）
    - 平賀の編曲家デビュー作品。この曲で初めてバックコーラスに参加する。

  - 「Marguerite」（2008年、編曲・コーラス）
  - 「君との出逢い 〜good bye my days〜」（2008年、作曲）
  - 「シンプル」（2008年、作曲・コーラス）
  - 「アイノコトバ」（2009年、作曲・コーラス）
  - 「カラフル」（2009年、編曲・コーラス）
  - 「IN MY SHOES」（2010年、作曲・コーラス）
- PINC INC
  - 「キミの1番になりたい」（2008年、作曲）
- 岩田さゆり
  - 「時効」（2008年、作曲）
- 北原愛子
  - 「AMORE 〜恋せよ! 乙女達よ!!〜」（2008年、作曲）
    - シングルタイトル曲としては初の提供曲となる。
- 倉木麻衣
  - 「touch Me!」（2009年、編曲）
  - 「Catch」（2009年、作曲・編曲）
  - 「PUZZLE」（2009年、作曲）
  - 「FUTURE KISS」（2010年、作曲）
  - 「無敵なハート」（2014年、作曲）
- HIMEKA
  - 「ゆずれない願い」（2010年、編曲、原曲：田村直美）
    - ビーイング所属以外のアーティストで初めて楽曲制作を手掛けた。